# Eucyclops sublaevis
Eucyclops sublaevis – gatunek widłonoga z rodziny Cyclopidae, nazwa naukowa gatunku została po raz pierwszy opublikowana w 1927 roku przez norweskiego hydrobiologa Georga Ossiana Sarsa.